# Dřínov (district de Mělník)
Pour les articles homonymes, voir Dřínov.
Dřínov (en allemand : Drschinow) est une commune du district de Mělník, dans la région de Bohême-Centrale, en Tchéquie. Sa population s'élevait à 494 habitants en 2020.

## Géographie
Dřínov se trouve à 7 km au nord-est de Kralupy nad Vltavou, à 10 km au sud-ouest de Mělník et à 23 km au nord du centre de Prague.
La commune est limitée par Vojkovice et Hostín u Vojkovic au nord, par Újezdec à l'est, par Úžice au sud, et par Zlosyň à l'ouest.

## Histoire
La première mention écrite de la localité date de 1353.